# Bibliothèque Mazarine

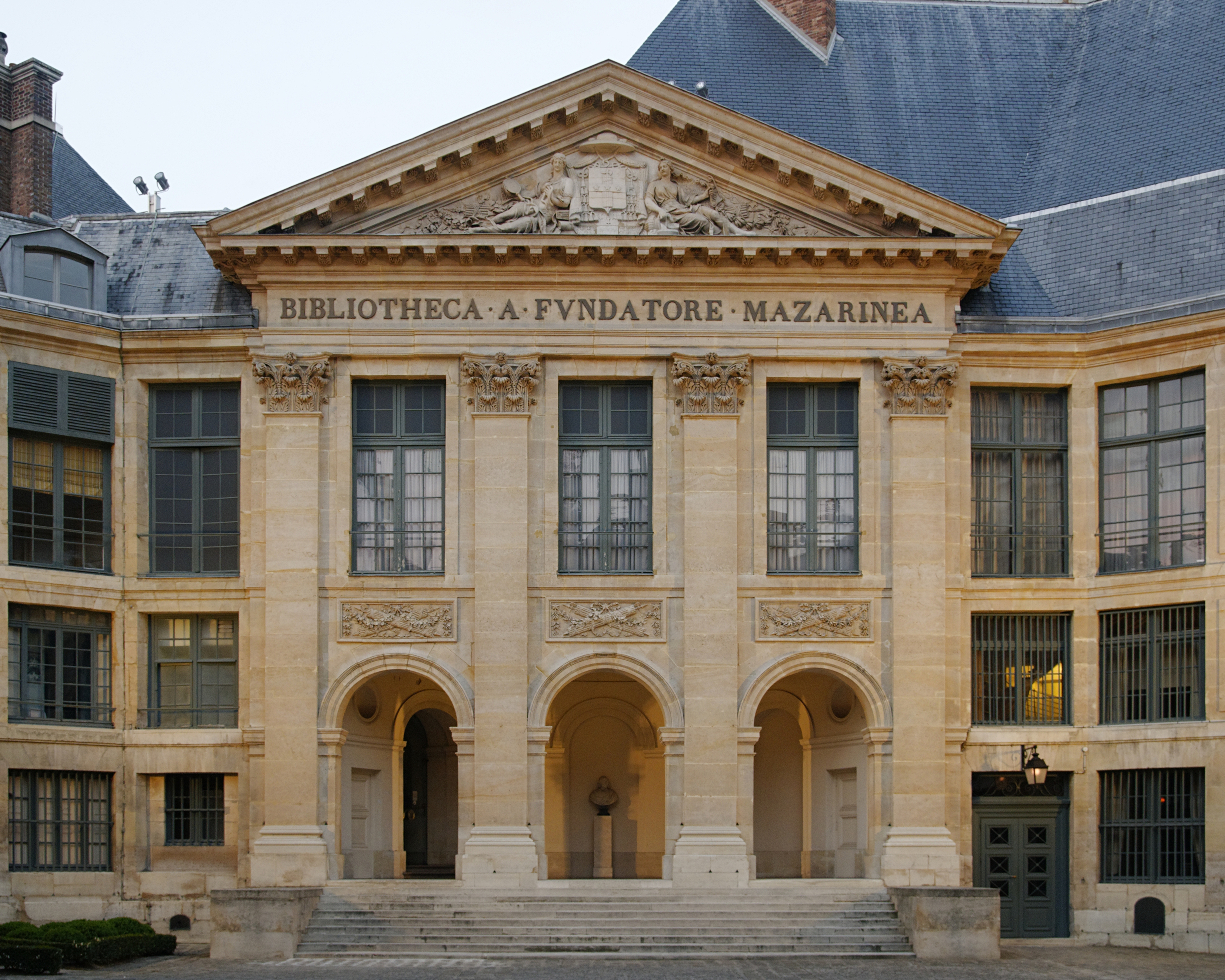
De Bibliothèque Mazarine, quai de Conti (rive gauche) in het 6e arrondissement van Parijs.

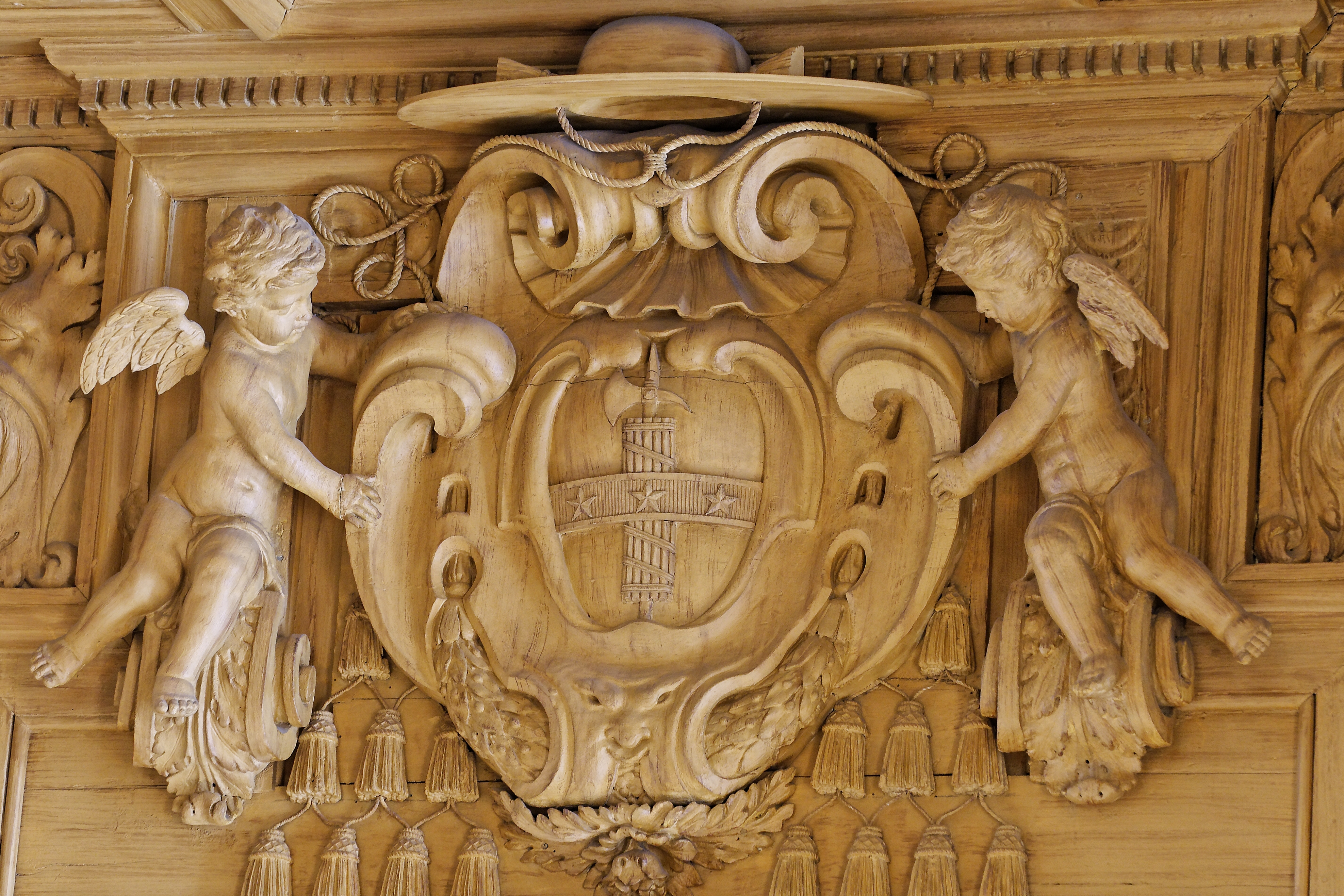
Lambrisering met de wapens van Mazarin in de leeszaal.

De Bibliothèque Mazarine, meestal kortweg de Mazarine genoemd, is de oudste openbare bibliotheek in Frankrijk. Aan de basis van de bibliotheek ligt de verzameling van kardinaal Mazarin (1602-1661), de opvolger van Richelieu en de voornaamste minister tijdens de minderjarigheidperiode van  Lodewijk XIV. De bibliotheek van Mazarin werd in 1643 door de kardinaal open gesteld voor geleerden en geletterden. Ze was toen gevestigd in zijn hôtel particulier. Vandaag bezit de bibliotheek een van de rijkste verzamelingen van zeldzame boeken en handschriften in gans Frankrijk
Ze is ondergebracht in het Palais de l'institut de France, vroeger het Collège des Quatre-Nations, gelegen aan de quai de Conti, in de wijk La Monnaie van het 6e arrondissement van Parijs, op de linkeroever van de Seine, tegenover de Pont des Arts en het Louvre.

## Geschiedenis

### De bibliotheken van Mazarin
Mazarin had al een belangrijke bibliotheek met enkele duizenden werken in Rome, maar in  1643 gaf hij Gabriel Naudé de opdracht zijn bibliotheek in Parijs uit  te bouwen en te beheren. Dankzij de belangrijke sommen die hij kon besteden, bouwde hij een bibliotheek uit die in zijn tijd de belangrijkste van Europa was. Hij breidde het boekenbezit uit door onder meer de aankoop van complete verzamelingen zoals die van kanunnik Jean Descordes in 1643. Daarnaast ondernam hij reizen naar Vlaanderen, Italië, Duitsland, Nederland en Engeland om zijn fondsen uit te breiden en hij gebruikte ook diplomatieke en militaire contacten om extra werken te verzamelen. Omstreeks de helft van de 17e eeuw was de bibliotheek van Mazarin de rijkste van Europa.
Tijdens de opstand van La Fronde die onder meer tegen hem was gericht, wordt de bibliotheek bedreigd door een beslissing van het Parlement van Parijs om alle goederen van Mazarin in beslag te nemen. De meubels en kunstobjecten worden inderdaad verkocht maar er wordt geen beslissing genomen over de bibliotheek. Naudé krijgt de opdracht de verzameling bij elkaar te houden. Na de vrede van Saint-Germain (1 april 1649) kan Mazarin terugkeren naar Parijs en zijn zaken terug in beheer nemen, maar in december 1651 zet het parlement een prijs van 150.000 livres op zijn hoofd en om deze som bijeen te krijgen, besluiten ze van alles wat zich in het paleis van Mazarin bevond te verkopen, te beginnen met de bibliotheek. De boeken worden verkocht tussen 8 januari en 17 februari 1652. Naudé slaagde erin om nog een klein deel van het bestand te redden.
Na zijn terugkeer naar Parijs in februari 1653, roept Mazarin Naudé op om terug bij hem in dienst te komen, hij was ondertussen bibliothecaris van Christina van Zweden geworden, maar de man overleed op de terugweg naar  Parijs. Hij werd opgevolgd door François de la Poterie, die van Mazarin de opdracht kreeg een nieuwe bibliotheek samen te stellen. De la Poterie kocht de privébibliotheek van Naudé op, die bevatte onder meer de door Naudé geredde werken, en ging terug aan de slag op de manier die hij kende van zijn voorganger. In 1661 was de bibliotheek van Mazarin terug uitgebouwd tot het volume van voor de opstand, maar in 1668 onderging de bibliotheek van Mazarin een serieuze aderlating: alle handschriften werden overgebracht naar de bibliotheek van de koning.

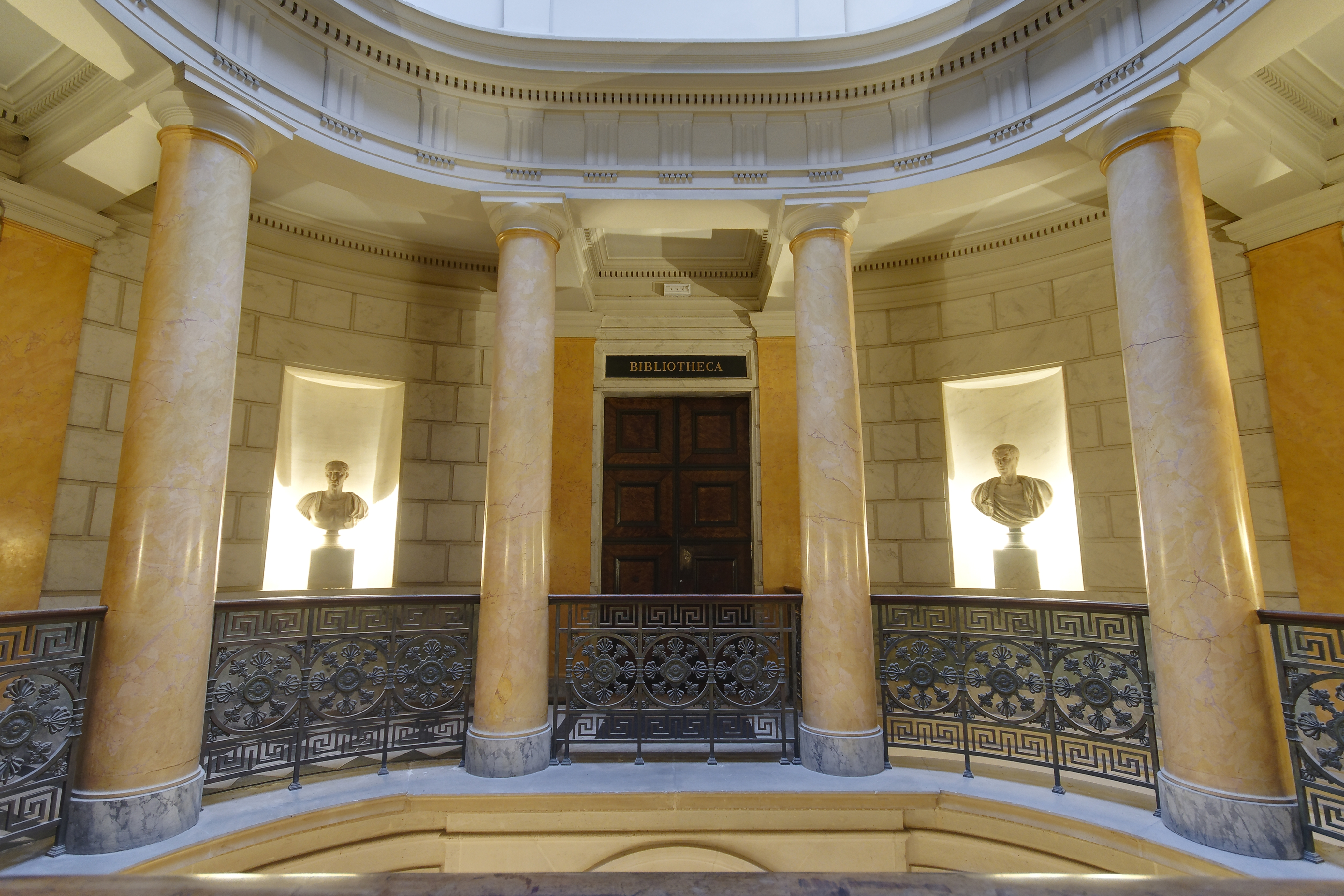
Ingang van de bibliotheek

### De bibliothèque du collège des Quatre-Nations
Om te vermijden dat zijn bibliotheek nogmaals hetzelfde lot zou ondergaan in de toekomst schonk hij de bibliotheek kort voor zijn dood aan het Collège des Quatre-Nations. Zijn collectie werd overgebracht naar het paleis dat door Louis Le Veau was gebouwd voor het college. Dit college had Mazarin opgericht om gratis onderricht te geven aan 60 studenten uit de vier landen die tijdens zijn regering aan het koninkrijk waren toegevoegd met name 20 kandidaat-studenten uit Artois (inclusief Frans-Vlaanderen, Frans-Henegouwen en Frans-Luxemburg), 15 studenten uit de Elzas en de andere Germaanse gebieden, 15 uit Pignerol en de Pauselijke Staten en 10 studenten uit Roussillon (inclusief Conflent en Cerdagne). Lodewijk XIV bevestigde in maart 1688 deze stichting en zijn reglementen.

### De bibliothèque Mazarine

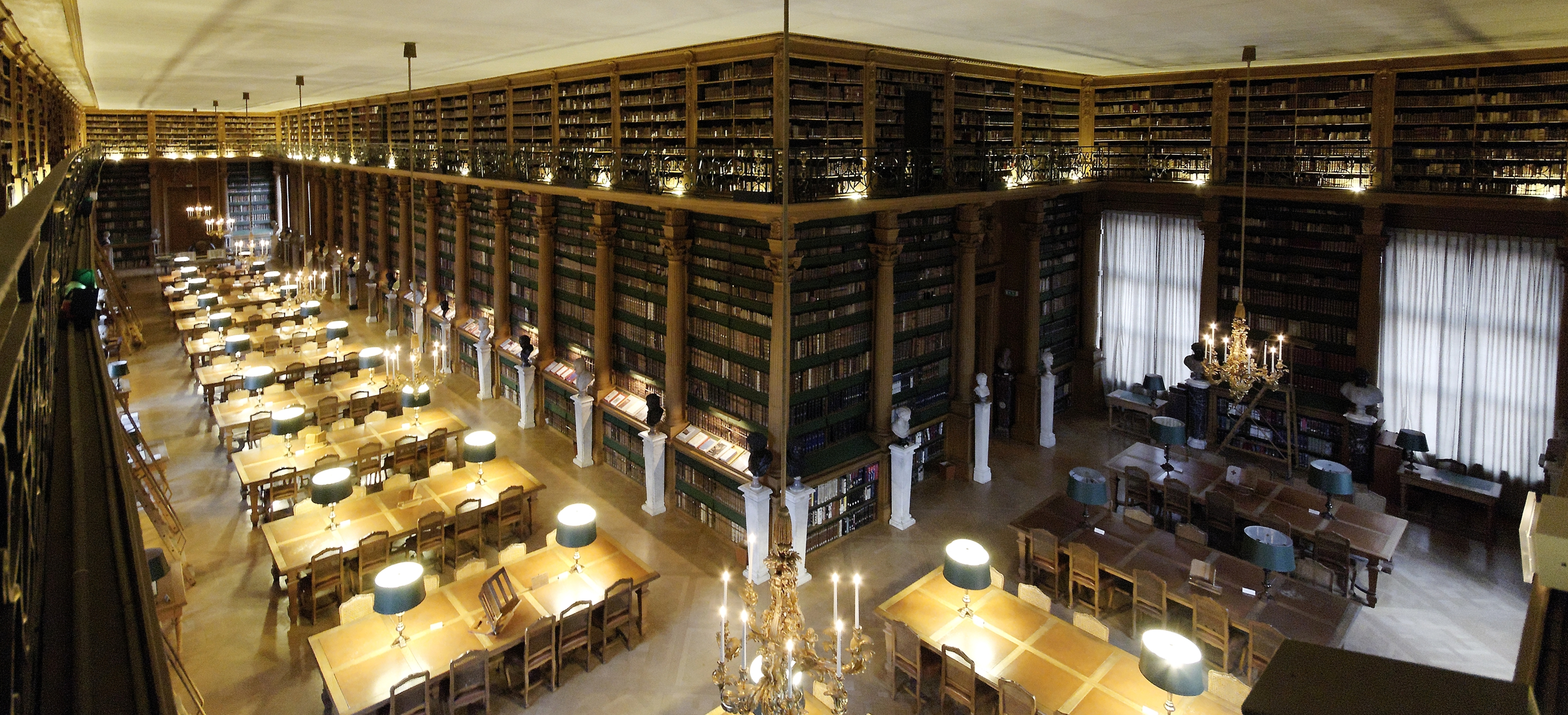
Leeszaal.

Tijdens de Franse Revolutie werd de Mazarine-bibliotheek gespaard en bleef ze in gebruik dankzij haar publieke karakter, het college daarentegen werd afgeschaft. De bibliotheek groeide tijdens de revolutie gevoelig aan dankzij de confiscaties van de revolutionairen. Gedurende de ambtsperiode van de bibliothecaris Gaspard Michel, ook vader Leblond genoemd, werden duizenden volumes uit het bezit van de aristocratie, de kerken en de abdijen en werken geroofd uit veroverde landen aan de collectie toegevoegd. Op die wijze ontstond opnieuw een opmerkelijke verzameling van handschriften.
In 1845 werd de bibliotheek toegevoegd aan het Institut de France, dat sedert 1805 in de gebouwen van het college was gevestigd.

## Verzamelingen
De collectie van de bibliotheek omvatte in 2017 ca. 600.000 volumes en wordt nog steeds uitgebreid. De verzameling kan in twee delen gesplitst worden, het oude patrimoniale fonds en het nieuwe moderne gedeelte.
Het historische fonds bestaat uit boeken van voor 1800 en bevat (2017):
- 4988 handschriften
- een encyclopedisch fonds met 180.000 zeldzame en waardevolle boeken
- 2300 incunabelen
- fondsen en archieven van belangrijke personen en onderzoekers waaronder de archieven van Pierre-Antoine Lebrun, Joseph Tastu en van Arsene Thiébaut de Berneaud; de bibliotheek en de wetenschappelijke archieven van Albert Demangeon en zijn schoonzoon Aimé Perpillou (geografie); de zeer rijke bibliotheek van Dr. Marcel Chatillon (geschiedenis van de Antillen) en een deel van die van ridder van Paravey (reizen), Jean-Jacques Ampère (Noordse beschavingen) en van Prosper Faugère (Pascal en het Jansenisme) enz..[4]
- een verzameling van 220  kunstwerken en kunstvoorwerpen

Het moderne fonds bestaat uit werken bestemd voor studie en onderzoek, voornamelijk op het gebied  van de historische disciplines, en wordt nog regelmatig uitgebreid. Een derde van het jaarlijkse werkingsbudget gaat naar de aanschaf van nieuwe boeken.

## Bibliothecarissen (vervolgens administrateurs of directeurs van de bibliotheek)

### Bibliothecaris van Mazarin
- Gabriel Naudé, van 1643 tot zijn dood
- François de La Poterie, van 1653 tot 1689

### Bibliothecarissen van het Collège Quatre-Nations
- Louis Picques, van 1688 tot 1695
- Pierre Couleau, van 1695 tot 1708
- Jean-Baptiste Quinot, van 1708 tot 1722
- Pierre Desmarais, van 1722 tot 1760
- Mathieu-Jacques de Vermond, van 1760 tot 1777
- Luce Joseph Hooke, van 1778 tot 1791

### Beheerders (directeurs) van de Bibliothèque Mazarine
- Gaspard Michel, bekend als vader Leblond, van 1791 tot 1805
- Charles Palissot de Montenoy, van 1805 tot 1814
- Louis-Charles-François Petit-Radel, van 1814 tot 1836
- Charles-Marie de Feletz, van 1836 tot 1848
- Ustazade Silvestre de Sacy, van 1848 tot 1879
- Benjamin Gastineau, tijdens de Commune van Parijs in 1871
- Frédéric Baudry, van 1879 tot 1885
- Alfred Franklin, van 1885 tot 1907
- Georges de Porto-Riche, van 1907 tot 1930
- Jean Lailler, van 1930 tot 1944
- Jacques Renoult, van 1945 tot 1970
- Maurice Piquard, van 1970 tot 1976
- Pierre Gasnault (1928-2016), van 1976 tot 1994
- Christian Péligry, van 1994 tot 2010
- Yann Sordet, vanaf 2011

## Weblinks
- Bibliothèque Mazarine op Gallica, met de mogelijkheid een aantal werken te bekijken
- Bibliothèque Mazarine op E-Corpus
- Bibliothèque Mazarine op de website van het Institut de France

- Bibsys: 90674221
- Biblioteca Nacional de España: XX114047
- Bibliothèque nationale de France: cb11885481g (data)
- Catàleg d'autoritats de noms i títols de Catalunya: 981058514570806706
- CiNii: DA07040885
- Gemeinsame Normdatei: 803245-2
- International Standard Name Identifier: 0000 0001 2296 4466
- Library of Congress Control Number: n84120504
- Nationale Bibliotheek van Tsjechië: ko2004238728
- Nationale Bibliotheek van Israël: 987007258633005171
- Réseau des bibliothèques de Suisse occidentale: 02-A000183618
- Système universitaire de documentation: 050961454
- Union List of Artist Names: 500310081
- Virtual International Authority File: 150882171